# Liste der Biografien/Kona
Liste der Biografien |
Portal Biografien |
Personensuche
# |
A |
B |
C |
D |
E |
F |
G |
H |
I |
J |
K |
L |
M |
N |
O |
P |
Q |
R |
S |
T |
U |
V |
W |
X |
Y |
Z |
?
 
Ka |
Kb |
Kc |
Kd |
Ke |
Kf |
Kg |
Kh |
Ki |
Kj |
Kl |
Km |
Kn |
Ko |
Kp |
Kr |
Ks |
Kt |
Ku |
Kv |
Kw |
Ky |
Kx |
Kz
 
Koa |
Kob |
Koc |
Kod |
Koe |
Kof |
Kog |
Koh |
Koi |
Koj |
Kok |
Kol |
Kom |
Kon |
Koo |
Kop |
Kor |
Kos |
Kot |
Kou |
Kov |
Kow |
Kox |
Koy |
Koz
 
Kona |
Konc |
Kond |
Kone |
Konf |
Kong |
Konh |
Koni |
Konj |
Konk |
Konl |
Konm |
Konn |
Kono |
Konp |
Konr |
Kons |
Kont |
Konu |
Konv |
Konw |
Kony |
Konz
Die Liste der Biografien führt alle Personen auf, die in der deutschsprachigen Wikipedia einen Artikel haben. Dieses ist eine Teilliste mit 54 Einträgen von Personen, deren Namen mit den Buchstaben „Kona“ beginnt.

## Kona
- Kona, Tarun (* 1989), indischer Badmintonspieler
- Kóňa, Tomáš (* 1984), slowakischer Fußballspieler

### Konac
- Konáč z Hodiškova, Mikuláš († 1546), tschechischer Drucker, Verleger, Übersetzer und Schriftsteller
- Konach, Andrej (* 1980), belarussischer Badmintonspieler
- Konacki, Maciej (* 1972), polnischer Astronom

### Konad
- Konadu, Alex (1950–2011), ghanaischer Gitarrist und Sänger
- Konadu, Don-Angelo (* 2006), niederländischer Fußballspieler
- Konadu, Nana (* 1964), ghanaischer Boxer im Bantam- und Superfliegengewicht

### Konag
- Konagaya, Chihiro (* 2001), japanischer Fußballspieler
- Konagaya, Sōichi (* 1949), japanischer Komponist

### Konak
- Konak, Ferdi (* 1996), türkischer Fußballspieler
- Konak, Volkan (1967–2025), türkischer SängerVolkan Konak (1967–2025)

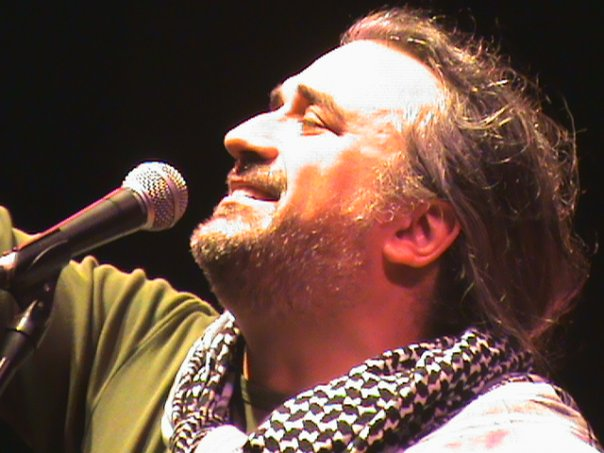
Volkan Konak (1967–2025)

- Konak, Yunus Emre (* 2006), türkischer Fußballspieler
- Konakawa, Tadanori, japanischer Jazzmusiker
- Konaković, Elmedin (* 1974), bosnischer Politiker und Basketballspieler

### Konan
- Konan Kouadio, Sérges (* 1988), ivorischer Fußballspieler
- Konan Kouassi, Maurice (* 1938), ivorischer Geistlicher, emeritierter römisch-katholischer Bischof von Daloa
- Konan, Akissi, ivorische Fußballschiedsrichterin
- Konan, Haouliais Axel Cédric (* 1983), ivorischer Fußballspieler
- Konan, Karl (* 1995), ivorisch-französischer Handballspieler
- Konan, Oussou (* 1989), ivorischer Fußballspieler
- Konan, Vénance (* 1958), ivorischer Journalist und Autor
- Konanykhin, Alex (* 1966), russischer Bankier

### Konar
- Konaré, Adame Ba (* 1947), malische Historikerin und Schriftstellerin
- Konaré, Alpha Oumar (* 1946), malischer Präsident
- Konaré, Amadou, malischer Putschist
- Konare, Ibrahim (* 2001), malischer Fußballspieler
- Konarek, Ernst (* 1945), österreichischer Schauspieler
- Konarska, Janina (1900–1975), polnische Malerin
- Konarske, Stefan (* 1980), deutscher Film- und TheaterschauspielerStefan Konarske (* 1980)

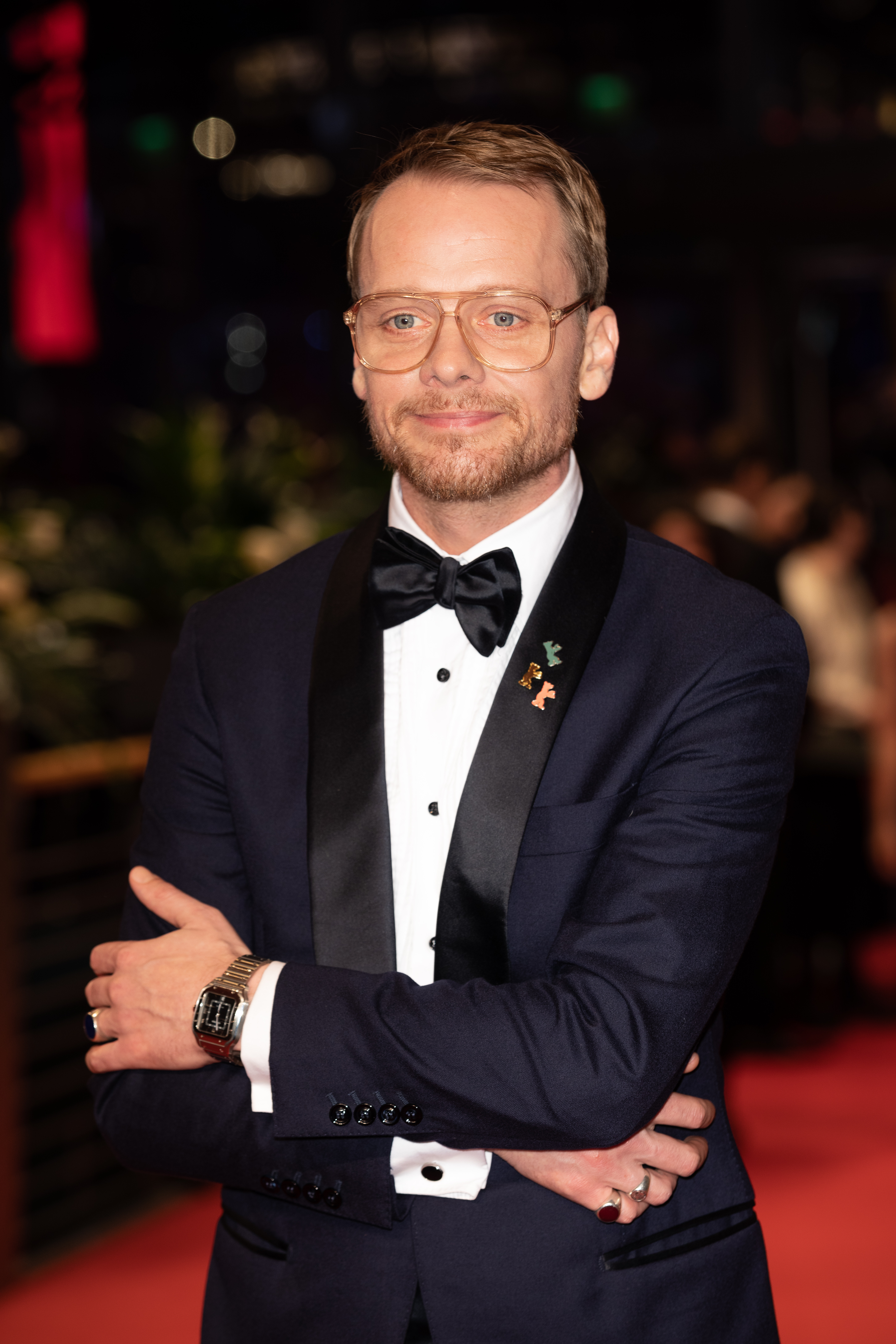
Stefan Konarske (* 1980)

- Konarski, Stanisław (1700–1773), polnischer Schriftsteller, Pädagoge, Publizist, Schul- und Erziehungsreformer
- Konarski, Szymon (1808–1839), polnischer Revolutionär und Freiheitskämpfer
- Konarzewska, Joanna (1926–1991), polnische Malerin, Graphikerin, Innenausstatterin und Kunstpädagogin
- Konarzewski, Marek (* 1961), polnischer Biologe

### Konas
- Konaschenkow, Igor Jewgenjewitsch (* 1966), russischer Generalleutnant
- Konaschewytsch-Sahaidatschnyj, Petro (1570–1622), ukrainischer Militärführer, Politiker und Ataman der Saporoger Kosaken

### Konat
- Konaté, Abdoulaye (* 1953), malischer Künstler
- Konaté, Anne (* 1950), burkinische Politikerin und Diplomatin
- Konaté, Brahim (* 1996), französischer Fußballspieler
- Konaté, Cheick Oumar (* 2004), malischer Fußballspieler
- Konaté, Drissa (* 1981), Bildhauer und Maler aus Mali
- Konaté, Erwan (* 2003), französischer Leichtathlet
- Konaté, Famoudou (* 1940), guineischer Djembéspieler
- Konaté, Ibrahima (* 1999), französischer FußballspielerIbrahima Konaté (* 1999)

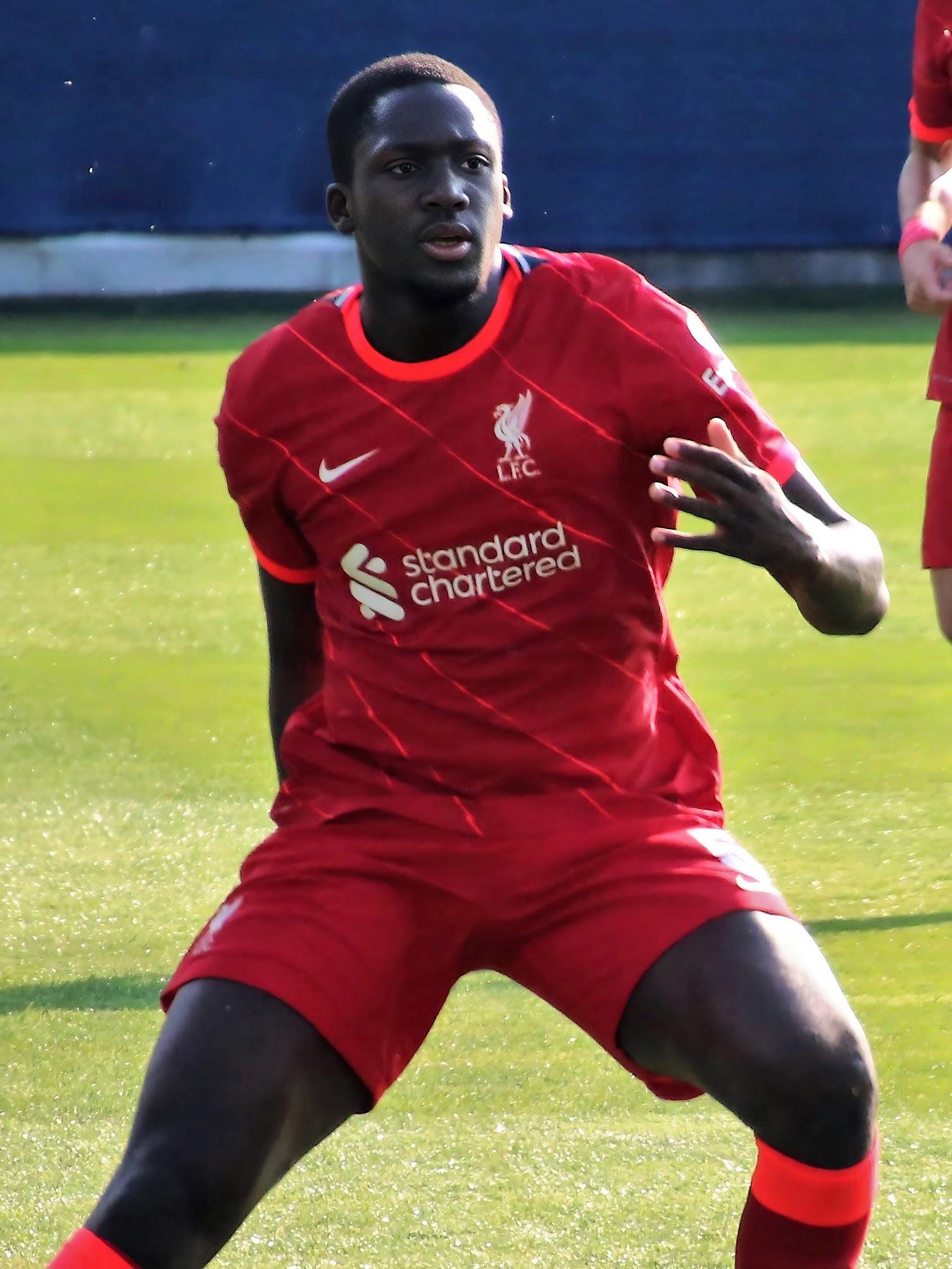
Ibrahima Konaté (* 1999)

- Konaté, Karim (* 1987), nigrischer Fußballspieler
- Konaté, Karim (* 2004), ivorischer Fußballspieler
- Konaté, Mohamed (* 1997), burkinischer Fußballspieler
- Konaté, Moussa (* 1993), senegalesischer Fußballspieler
- Konaté, Sékouba (* 1964), guineischer General und Präsident
- Konaté, Tiémoko (* 1990), ivorischer Fußballspieler
- Konaté, Tiéoulé (1933–1995), malischer Politiker
- Konatkowska, Gertruda (1895–1966), polnische Pianistin, Mitbegründerin und Professorin der Staatlichen Hochschule für Musik in Poznań (Posen)
- Konatkowski, Tomasz (* 1968), polnischer Schriftsteller und Übersetzer

### Konau
- Konau, Babett (* 1978), deutsches Fotomodell sowie Schönheitskönigin und Schauspielerin